# Kamenný Most, Nové Zámky
Kamenný Most este o comună slovacă, aflată în districtul Nové Zámky din regiunea Nitra. Localitatea se află la altitudinea de 111 m deasupra n.m., se întinde pe o suprafață de 20,34 km2 și în 2017 număra 1.058 de locuitori.

## Istoric
Localitatea Kamenný Most este atestată documentar din 1271.

## Demografie
| An:                | 1994 | 2004   | 2014   | 2024   |
| ------------------ | ---- | ------ | ------ | ------ |
| Număr de persoane: | 1068 | 1044   | 1047   | 1032   |
| Diferență:         |      | −2,24% | +0,28% | −1,43% |

| An:                | 2023 | 2024   |
| ------------------ | ---- | ------ |
| Număr de persoane: | 1036 | 1032   |
| Diferență:         |      | −0,38% |